# みづき伊織
みづき 伊織（みづき いおり、1989年3月1日 - ） は、日本の元AV女優。

## 略歴
2008年2月にビデオメーカー・kawaii*の専属女優としてAVデビュー。同年6月より専属を離れ、他メーカーの作品に出演。
『モデルコレクション : みづき伊織ファイナル』（2009年8月26日）を最後に引退。
趣味・特技:散歩、テニス。

## 出演作品

### アダルトビデオ
2008年
- 新人!kawaii*専属デビュ→ハツラツ美少女☆伊織（2月25日、kawaii*）
- LOVE♥ドッピュン!!（3月25日、kawaii*）
- 恋人むしゃぶり目線（4月25日、kawaii*）
- 学校でセックchu♥（5月25日、kawaii*）
- 元カリスマ女子校生を丸裸デビュー!（6月5日、SODクリエイト）
- 中出し了解（7月23日、プレステージ）
- スゴ～く!制服の似合う素敵な娘（7月25日、オーロラプロジェクト）
- 完全カノジョ（8月7日、V&Rプロダクツ）
- カノジョ（10月13日、オーロラ・プロジェクト）
- 旅嬢 令嬢学生とオヤジの生撮り温泉二人旅（10月16日、グローリークエスト）
- CLONNAD（11月7日、TMA） …共演:桜井真央、藤森ねね、並樹ゆりあ、美花ぬりぇ、小野瀬香恋
- 女子校生れす 先輩と私 82（11月21日、U&K） …共演:矢沢るい
- 体育会系部活少女（11月22日、ラマ） ※「いおり」名義
- 催眠 赤 DX 16 〜ドキュメント編〜（12月19日、アウダースジャパン）
- 催眠 赤 DX 16 〜スーパーmc編〜（12月19日、アウダースジャパン）
- 女子校生激イカセアクメ 中出しごっくん乱交スペシャル（12月19日、キッチュ） …共演:鈴木ありす、椿まひる

2009年
- JK5 みづき伊織（4月1日、JK5）
- 私立IP女学院 4（4月1日、アイデアポケット） 共演:東条かれん、工藤れいか、向井ゆうき、星野あかり、愛原つばさ、夏川えり、黒澤エレナ、姫咲まりあ、芽衣、夏川亜咲、うるみゆう、白川るり、春野愛、ひなのりく、椿まひる
- 現役ナースのお仕事 みづき伊織、矢沢るい（4月17日、レアルワークス）
- FELLATIO FESTIVAL 13（2009年6月1日、アイデアポケット）他出演:星野あかり、黒澤エレナ、姫咲まりあ、愛原つばさ、早乙女ルイ、工藤れいか、東条かれん、夏川えり、平井柚葉、ひなのりく、芽衣、春野愛、向井ゆうき、椿まひる
- NAMANAKA GALS ONLIVE5（8月14日、ピエロ）
- ウリ専女子校生に生中出し 02 みづき伊織（8月17日、レアルワークス）